# Rain on the Window
Rain on the Window is het zeventiende muziekalbum dat de Britse saxofonist John Surman uitgaf bij het platenlabel ECM Records.
Surman speelde ditmaal niet met een combo om zich heen, maar met organist Howard Moody. Zij waren elkaar tegengekomen met de première bij het semi klassieke Proverbs and Songs een aantal jaren eerder. Contact bleef toen het ensemble van Moody Sarum Orchestra en compositieopdracht aan Surman gaf. Het album is opgenomen in Oslo, niet in de ECM-studio Rainbow Studio maar in de Ullern Kirke wel onder leiding van Jan Erik Kongshaug, Noors opnametechnicus voor veel ECM-albums.

## Musici
- John Surman – sopraansaxofoon, baritonsaxofoon, basklarinet
- Howard Moody – kerkorgel

## Composities
De muziek bestaat uit gecomponeerde, geïmproviseerde muziek met daarbij traditionals en een negrospiritual; overige van John Surman, behalve waar anders is genoteerd:
1. Circum I (3:58)
2. Stained Glass (3:49)
3. The Old Dutch (3:39)
4. Dancing in the Loft (1:53) (Moody/Surman), improvisatie
5. Step Lively! (3:06) (Moody/Surman)
6. Stone Ground (4:39)
7. Tierce (2:59) (Moody)
8. Circum II (2:08)
9. Rain on the Window (4:06)
10. Dark Reeds (2:50)(Moody/Surman), improvisatie
11. O Waly Waly (2:43), een bewerkte traditional; volksmelodietje
12. A Spring Wedding (3:02), gecomponeerd voor trouwerij Ben Surman en Minya DeJohnette 2004
13. I'm Troubled in Mind (2:47), een bewerkte spiritual
14. On the Go (3:58)
15. Pax Vobiscum (4:12)